# Scopula nitidata
Scopula nitidata là một loài bướm đêm trong họ Geometridae.